# Oferteo
Oferteo – polska spółka z branży e-commerce z siedzibą we Wrocławiu. Polska platforma internetowa, która łączy zlecających szukających określonych usług z wykonawcami z ponad 900 kategorii usług.

## Historia
Platforma została założona w 2008 roku we Wrocławiu przez Przemysława Dziemieszkiewicza, Karola Grygiela i Jarosława Pieczonkę, którzy wcześniej byli związani z Lukas Bankiem (obecnie Credit Agricole Bank Polska S.A.).
Od 2009 roku platforma umożliwia publikowanie ofert usług i sprzedaży, dzięki któremu firmy mogą zaprezentować swoje oferty, stworzyć opis działalności oraz wyróżnić się na rynku. W kwietniu wprowadzono funkcję dodawania opinii na temat firm przez użytkowników, co pozwala wyrazić subiektywny pogląd na temat usługi lub towaru oraz ocenić jakość i rzetelność wykonawcy zlecenia.
W maju tego samego roku umożliwiono firmom tworzenie bezpłatnych wizytówek internetowych, na których mogą zaprezentować swój profil działalności i ofertę, a od czerwca firmy zyskały możliwość prezentowania i promowania się w formie bezpłatnej strony-wizytówki pod unikatowym adresem w subdomenie Oferteo.pl.
We wrześniu 2009 wprowadzono telefoniczną weryfikację zapytań o ofertę.
W maju 2011 roku wprowadzono nową funkcjonalność dla firm – tytuł „Ekspert Oferteo” - to wyróżnienie dla firm, które mają dużą wiedzę i doświadczenie w swojej branży, a także cieszą się zaufaniem klientów.
W 2017 roku platforma uruchomiła ranking „Oferteo Najlepsi" gdzie co roku  wyróżniane są najlepsze firmy i wykonawcy w każdej branży i lokalizacji obsługiwanych w Polsce.
W 2022 roku platforma rozszerzyła swoją działalność o Oferteo Express, które umożliwia szybkie i proste wyszukiwanie fachowców do zleceń domowych, takich jak naprawa sprzętu AGD, drobne prace elektryczne, serwis klimatyzacji i inne.

## Model działania
Oferteo.pl działa w modelu usług na żądanie (reverse marketplace), gdzie zlecający określają swoje potrzeby, a wykonawcy składają im dopasowane oferty. Zlecający mogą otrzymać oferty od firm, porównać je i wybrać najkorzystniejszą z nich.
Ponadto mają możliwość wybrać wykonawcę spośród firm w swojej okolicy, czytać opinie, przeglądać realizacje i kontaktować się z wybranymi specjalistami. Dla zlecających platforma jest bezpłatna. Wykonawcy płacą za uzyskanie kontaktu do zlecających zgodnie z obowiązującym cennikiem.
Od momentu powstania, czyli od 2008 roku do lutego 2025, platforma obsłużyła ponad 8 milionów zleceń od osób prywatnych i fizycznych, co przyczyniło się do nawiązania ponad 15 milionów kontaktów z wykonawcami. Według stanu na luty 2025 baza wykonawców Oferteo.pl liczy ponad 650 tysięcy podmiotów.

## Funkcje platformy
Według stanu na luty 2025 Oferteo.pl oferuje:
- dodawanie zapytań o ofertę za pomocą formularza, który ułatwia sprecyzowanie potrzeb,
- porównywanie ofert usług i produktów w okolicy,
- ranking specjalistów w każdej branży i lokalizacji,
- przeglądanie wizytówek specjalistów, ocen, opinii i zdjęć realizacji,
- przeglądanie listy zleceń,
- kontaktowanie się przez czat,
- dostęp do platformy w wersji mobilnej i desktop[9].

Usługa ma też swoją dedykowaną aplikację, która współpracuje z platformami Google Android i Apple iOS.
Platforma przeprowadza weryfikację użytkowników poprzez:
- Profil zaufany,
- dokument tożsamości,
- dane Głównego Urzędu Statystycznego,
- platformę autenti[10].